# Garten der Kultivierung

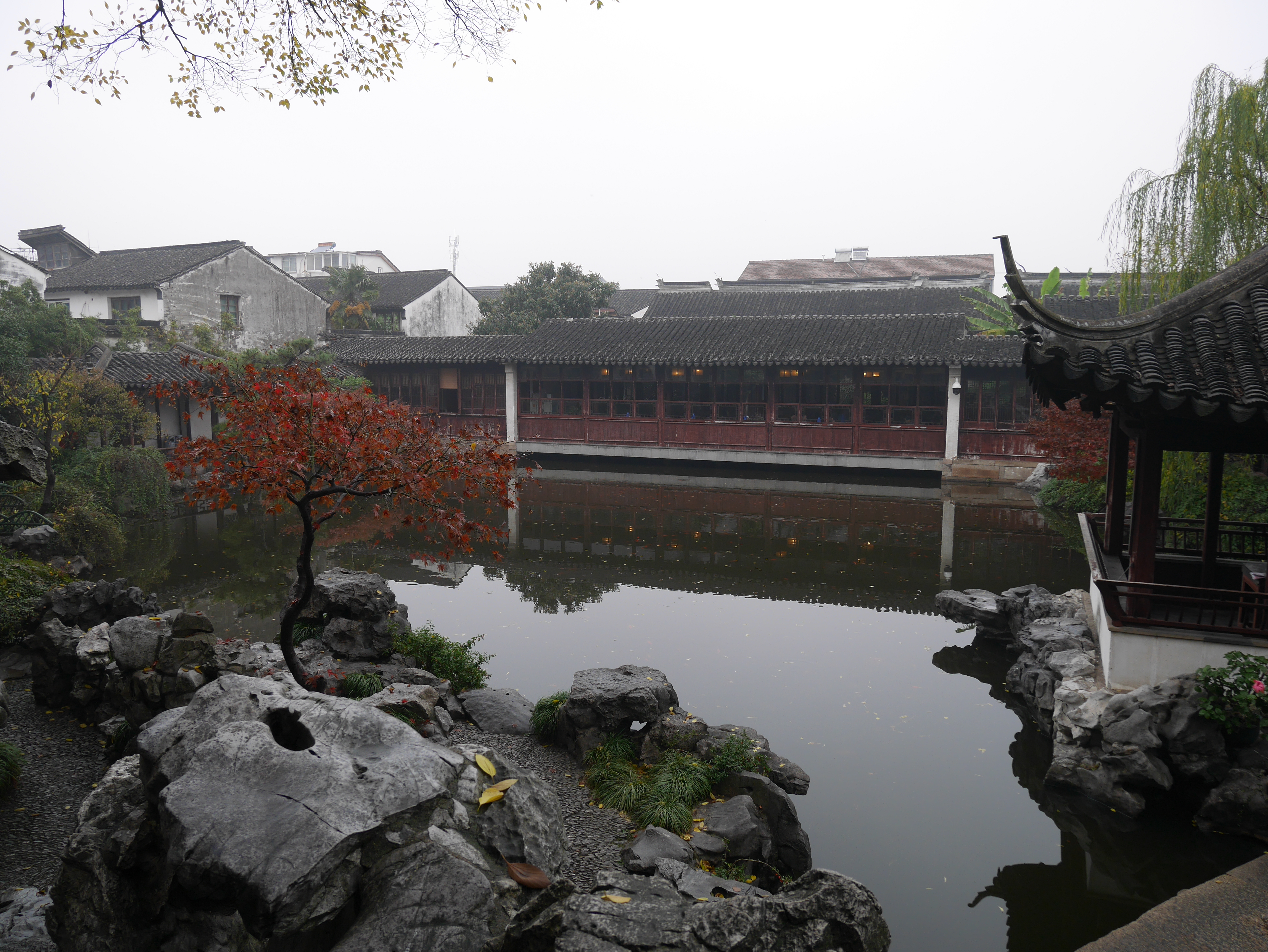
Blick über den Teich auf die Halle des Langen Lebens

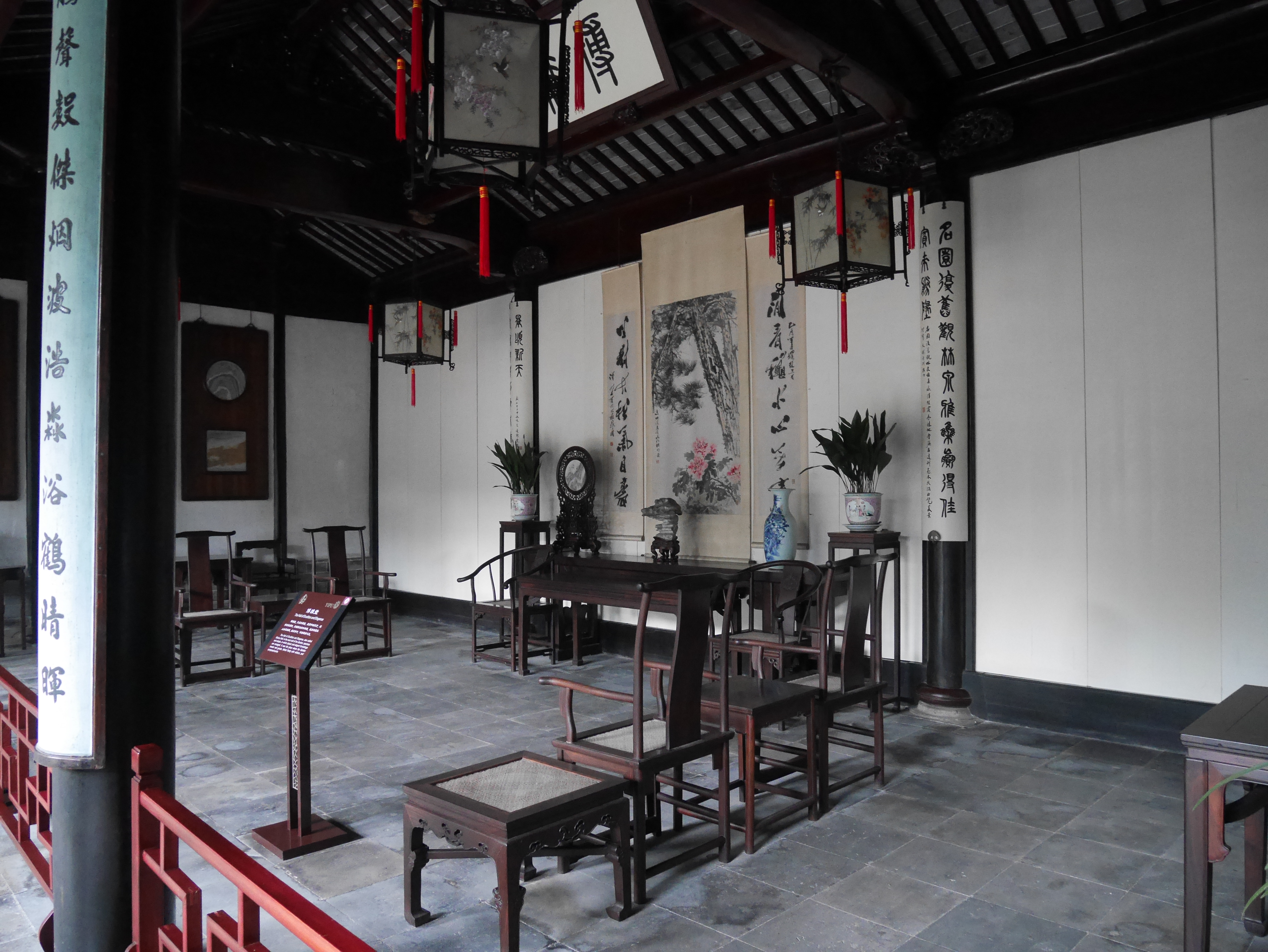
Halle der Gelehrsamkeit und Eleganz

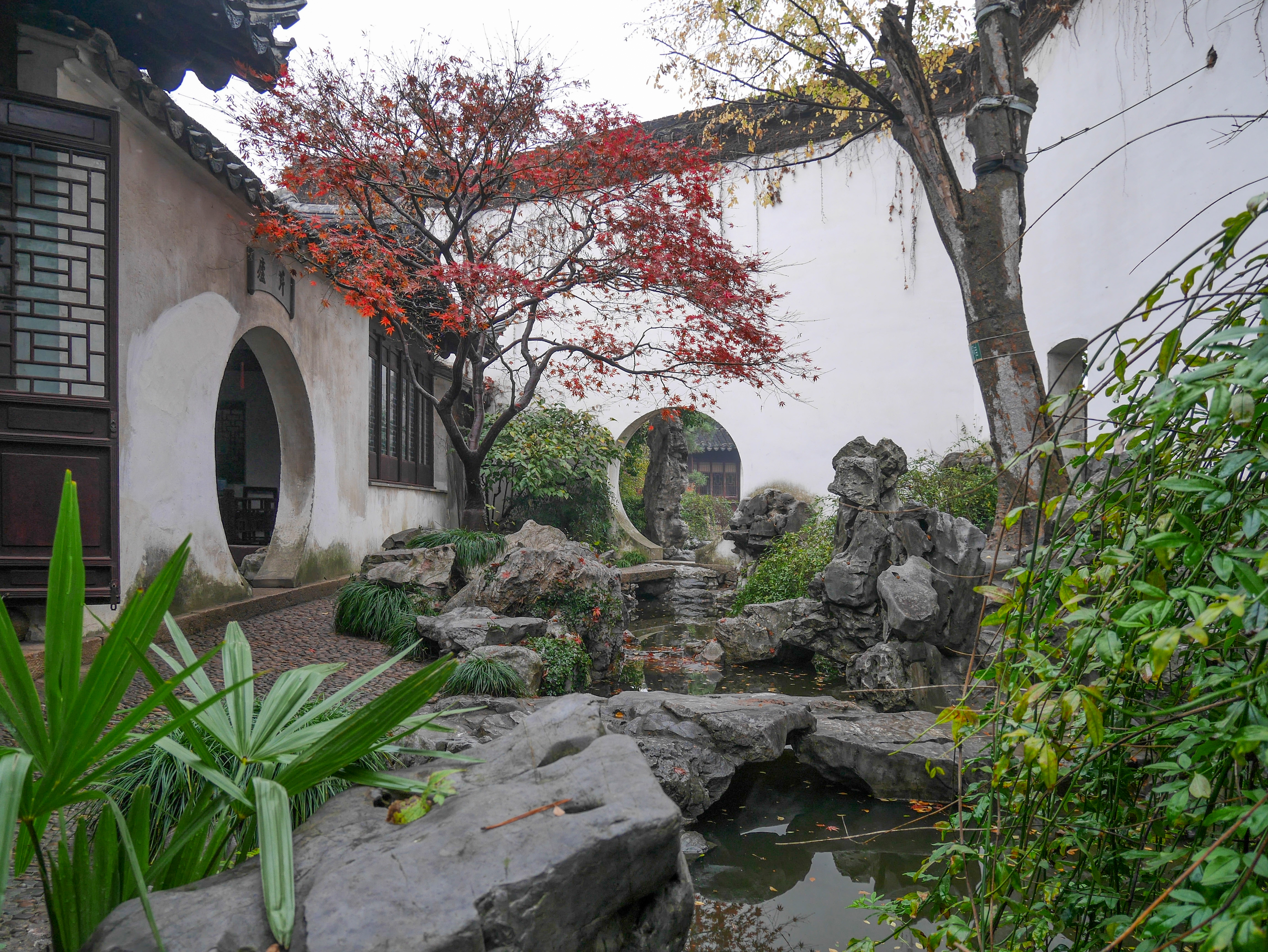
Klamm und Mondtor im südwestlichen Teil des Gartens

Der Garten der Kultivierung oder Yipu-Garten (chinesisch 藝圃 / 艺圃, Pinyin Yì pǔ) ist einer der klassischen Gärten in der ostchinesischen Stadt Suzhou. Er befindet sich in der Wenya-Gasse im Nordwesten der Altstadt und hat den Charakter eines Gartens aus der Ming-Dynastie gut erhalten. Der Garten der Kultivierung ist einer der fünf Gärten, die im Jahr 2000 als Erweiterung des Kulturerbes Klassische Gärten von Suzhou in die Liste des UNESCO-Welterbes eingetragen wurden. Im Jahre 2006 wurde er zum Denkmal der Volksrepublik China erklärt.
Der Garten der Kultivierung geht auf Yuan Zugeng (袁祖庚) zurück, der während der Herrschaft des Ming-Kaisers Jiaqing mit dem Bau des Gartens begann und ihm den Namen Zuiying Tang (醉颖堂, Zùiyǐng táng) gab. Später erwarb Wen Zhenmeng – Großenkel des bedeutenden Malers und Gelehrten Wen Zhengming, der für seine Darstellungen des Gartens des bescheidenen Beamten berühmt ist – die Anlage und erweiterte sie. Da sie nun teilweise zum Züchten von chinesischen Arzneipflanzen benutzt wurde, bekam sie den Namen Kräutergarten (药铺 Yào pǔ). Zu Beginn der Qing-Dynastie ging der Garten in den Besitz des Beamten Jiang Cai über, der ihn Garten des Erhaltens (颐圃, Yí pǔ) nannte. Sein Sohn Jiang Shijie führte den Namen Garten der Kultivierung ein. Im Jahre 1839 wurde der Garten von einem Unternehmen erworben, das in der Seidenherstellung tätig war.
Heute bedeckt der Garten der Kultivierung eine Fläche von 3800 m² auf einem schmalen, in Nord-Süd-Richtung langgestreckten Grundstück. Die nördliche Hälfte der Anlage nehmen die Wohn- und Empfangsgebäude ein, im südlichen Teil liegen der 700 m² große Teich und künstliche Felsen. Der Garten wird durch einen Pavillon betreten, an den sich ein gewundener, mit Mauern und Pflanzen begrenzter Gang anschließt. Durch ein massives, feuerfestes Tor betritt man hier den eigentlichen Garten. Im Unterschied zu anderen klassischen Gärten bekommt der Besucher den Garten zu Gesicht, bevor er den Empfangspavillon, in diesem Falle den von Wen Zhenmeng entworfenen Shilun Tang (世纶堂 Shìlún táng) betritt. Auf der Nordseite des Teiches befindet sich die fünfjochige Halle des Langen Lebens (延光阁 Yánguang gé), der größte Wasserpavillon der Suzhouer Gärten. Unmittelbar nördlich davon befindet sich die Halle der Gelehrsamkeit und Eleganz (博雅堂 Bóyǎ táng), die zur Verehrung der Vorfahren und zum Bewirten von Gästen diente. Man betritt sie nicht wie üblich durch die Gebäudefront, sondern seitlich, was der Geometrie des Grundstückes geschuldet sein dürfte.
Die Halle des Langen Lebens, die heute als Teehaus genutzt wird, gibt an seiner Fensterfront den Blick in Richtung Süden über die Wasserfläche auf die künstliche Hügellandschaft frei. Auf den Hügeln sind Kalksteinfelsen aus dem Tai Hu angeordnet. Auf deren höchstem Punkt thront ein kleiner Pavillon mit sechseckigem Grundriss, der wiederum unter einem mächtigen Kampferbaum steht. In der südwestlichen Ecke des Gartens befindet sich eine künstliche Klamm, die man durch ein Mondtor betritt. Hier fällt der künstliche Hügel mit den Kalksteinfelsen steil in einen Ausläufer des Teiches ab, was diesem Winkel des Gartens eine sehr lebendige Atmosphäre verleiht. Die südwestliche Begrenzungsmauer ist sehr hoch und mit Weinranken bewachsen. Westlich daneben befindet sich der Pavillon des Duftenden Grases (香草居 Xiāngcǎo jū), dessen elegante Ruhe und Ordnung stark mit der Atmosphäre der Klamm kontrastiert. Hier war früher die Bibliothek und das Arbeitszimmer der Besitzer. In der südöstlichen Ecke des Teiches befindet sich direkt am Teichufer der Pavillon des Fischzüchtens (乳鱼亭 Rǔyǔ tíng). Er ist gänzlich aus Holz gebaut, hat Geländer an Stelle von Seitenwänden und eine aufwändig gestaltete Dachkonstruktion. Unmittelbar daneben überspannt die Brücke des Fischebeobachtens den Wasserzufluss in den Teich.